# Tabanus gonghaiensis
Tabanus gonghaiensis är en tvåvingeart som beskrevs av Xu 1979. Tabanus gonghaiensis ingår i släktet Tabanus och familjen bromsar. Inga underarter finns listade i Catalogue of Life.